# كيفن كوسكي
كيفن كوسكي (Kevin Kuske) هو لاعب أولمبي لرياضة زلاجة جماعية من ألمانيا. شارك في الأولمبياد الشتوي في 2002–2010، وفاز بما مجموعه 5 ميداليات.

## الميداليات
| ذهب | فضة | برونز | المجموع |
| 4   | 1   | 0     | 5       |

## روابط خارجية
- كيفن كوسكي على موقع الاتحاد الدولي لألعاب القوى (الإنجليزية)
- كيفن كوسكي على موقع IBSF (الإنجليزية)
- كيفن كوسكي على موقع اللجنة الأولمبية الدولية (الإنجليزية)
- كيفن كوسكي على موقع أوليمبيديا (الإنجليزية)
- كيفن كوسكي على موقع اللجنة الأولمبية الألمانية (الألمانية)